# Mesosemia isshia
Mesosemia isshia är en fjärilsart som beskrevs av Butler 1869. Mesosemia isshia ingår i släktet Mesosemia och familjen Riodinidae. Inga underarter finns listade i Catalogue of Life.